# Chromebit
Chromebit是一款运行Google ChromeOS的电脑棒。它可以通过HDMI接口插入到任何显示器。键盘和鼠标可以通过藍牙或Wi-Fi连接與顯示器相連。Chromebit于2015年4月发布，并于2015年11月开始发货。2020年11月之后，Chromebit不再收到更新。